# Трансканадський газопровід

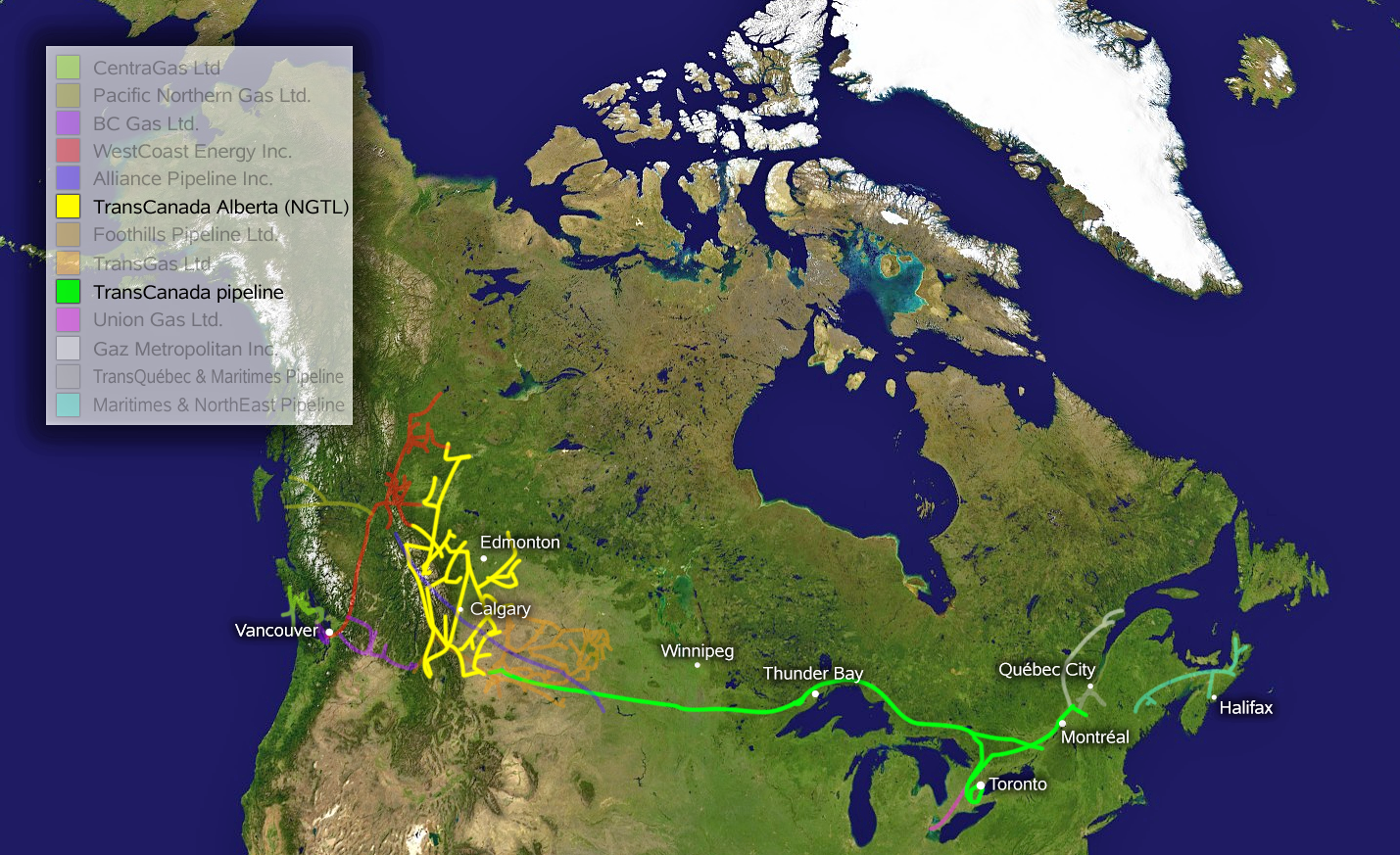
Трансканадський трубопровід

Трансканадський газопровід — це система газопроводів діаметром до 48 дюймів (1,2 м), які транспортують газ через Альберту, Саскачеван, Манітобу, Онтаріо та Квебек. Він підтримується TransCanada PipeLines, LP. Це найдовший трубопровід у Канаді.

## Створення
У 1950-х роках населення Канади стрімко зростало, і дефіцит енергії ставав проблемою. Канадська компанія TransCanada PipeLines Ltd була зареєстрована в 1951 році для будівництва газопроводу через Канаду. Фінансування проекту було розділено 50-50 між американськими та канадськими інтересами.

## Конструкція
Завершення цього проекту стало вражаючим технологічним досягненням. За перші три роки будівництва (1956–58) робітники проклали 3500 кілометрів труби, яка простяглася від кордону Альберти та Саскачевану до Торонто та Монреаля. У 1957 році розпочато газопостачання до Реджайни та Вінніпега, і до кінця того ж року лінія досягла Лейкхеда.
Будівництво в околиці Канадського щита вимагало постійних вибухових робіт. На одній ділянці довжиною 320 метрів (1050 футів) будівельна бригада пробурила 2,4-метрові (7,9 футів) отвори в скелі, три в ряд з інтервалом 56 сантиметрів. Динаміт розбив інші ділянки, по 305 метрів (1001 фут) за раз.
10 жовтня 1958 року було завершено остаточне зварювання лінії, а 27 жовтня перший газ Альберти надійшов у Торонто. Понад два десятиліття Трансканадський трубопровід був найдовшим у світі. Лише на початку 1980-х його довжину нарешті перевищив радянський трубопровід із Сибіру до Західної Європи.